# Emmanuel Nsubuga (boxe anglaise)
Pour les articles homonymes, voir Emmanuel Nsubuga.
Emmanuel Nsubuga est un boxeur ougandais né le 24 décembre 1967.

## Carrière
Emmanuel Nsubuga est médaillé d'argent aux Jeux africains de Nairobi en 1987, perdant en finale de la catégorie des poids mi-mouches contre le Kényan Maurice Maina.
Aux Jeux olympiques d'été de 1988 à Séoul, il est éliminé au troisième tour dans la catégorie des poids mouches par l'Algérien Benaissa Abed.